# 艾琳·希瑟頓
艾琳·希瑟頓（英語：Erin Heatherton，1989年3月4日—）出生於美國，是一位模特儿。曾經是維多利亞的秘密（Victoria's Secret）知名代言模特兒中的一員。曾與知名演員李奧納多·狄卡皮歐交往過。2013年最後一次出現於維秘大秀後便離開維秘。